# Sylvia Kedourie
Sylvia Kedourie (née Haim, Bagdad, 19 december 1925 - Londen, 24 oktober 2016) was een Britse in het Midden-Oosten gespecialiseerde geschiedkundige. Ze was gehuwd met Elie Kedourie.
Kedourie werd in 1925 te Bagdad geboren als Sylvia Haim. Ze ging naar de Franstalige meisjesschool 'Alliance Israélite Universelle', en vervolgens naar de 'Shamash School' waar ze haar latere echtgenoot leerde kennen. Na met haar vader en zuster naar Frankrijk en het Verenigd Koninkrijk te zijn gereisd schreef ze zich in 1947 aan de Universiteit van Edinburgh in om er filosofie te studeren.
In 1950 huwde ze Elie Kedourie waarna ze publiceerde onder de naam Sylvia G. Kedourie. Ze doctoreerde in 1953 met een scriptie over Abd al-Rahman al-Kawakibi. Die studie zou tot haar bekendste werk leiden, het in 1962 verschenen Arab Nationalism, an anthology.
Kedourie schreef voor verscheidene wetenschappelijk tijdschriften en werkte dikwijls samen met haar man die dezelfde interesses had. Beiden hadden in hun jeugd de toenemende onderdrukking en vervolging van de joodse gemeenschap in Bagdad aan de lijve ondervonden en probeerden die te begrijpen.
Kedourie stelde verschillende boeken over het Midden-Oosten samen waaronder 
- Turkey Before and After Atatürk : Internal and External Affairs (1999)
- Turkey : Identity, Democracy, Politics (1996)
- Seventy-five Years of the Turkish Republic (Routledge, 2013),

en samen met haar man
- Towards a Modern Iran : Studies in Thought, Politics, and Society (1980)
- Zionism and Arabism in Palestine and Israel (1982)
- Essays on the Economic History of the Middle East (1988).

Na de dood van haar man in 1992 leidde Kedourie het door haar man in 1964 opgerichte wetenschappelijke tijdschrift Middle Eastern Studies. Ze schreef twee boeken over zijn werk: Elie Kedourie, CBE, FBA, 1926-1992 (1998) en Elie Kedourie’s Approaches to History and Political Theory (2006).
Kedourie stierf in 2016 te Londen. Ze liet twee zonen en een dochter na. Haar dochter Helen zet Middle Eastern Studies voort.
- Bibsys: 90523747
- Bibliothèque nationale de France: cb12020851z (data)
- Gemeinsame Normdatei: 1204240981
- International Standard Name Identifier: 0000 0004 3984 4745
- Library of Congress Control Number: n50055024
- Nationale bibliotheek van Australië: 35161832
- Nationale Bibliotheek van Israël: 987007263651005171
- Nederlandse Thesaurus van Auteursnamen: 067838316
- Système universitaire de documentation: 028356330
- Virtual International Authority File: 49237960
- WorldCat: E39PBJfMgMkC64Jkyb4hBk4rMP